# Ebro

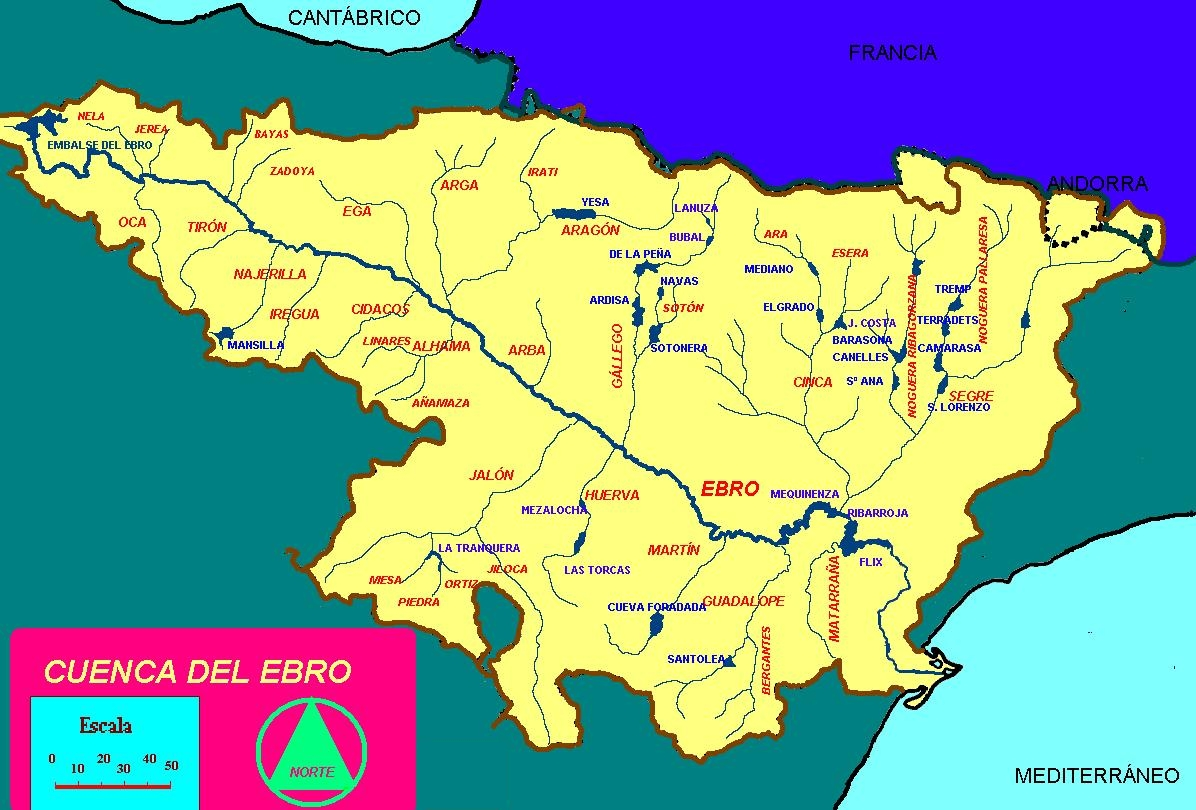
Einzugsgebiet (cuenca) und Zuflüsse des Ebro

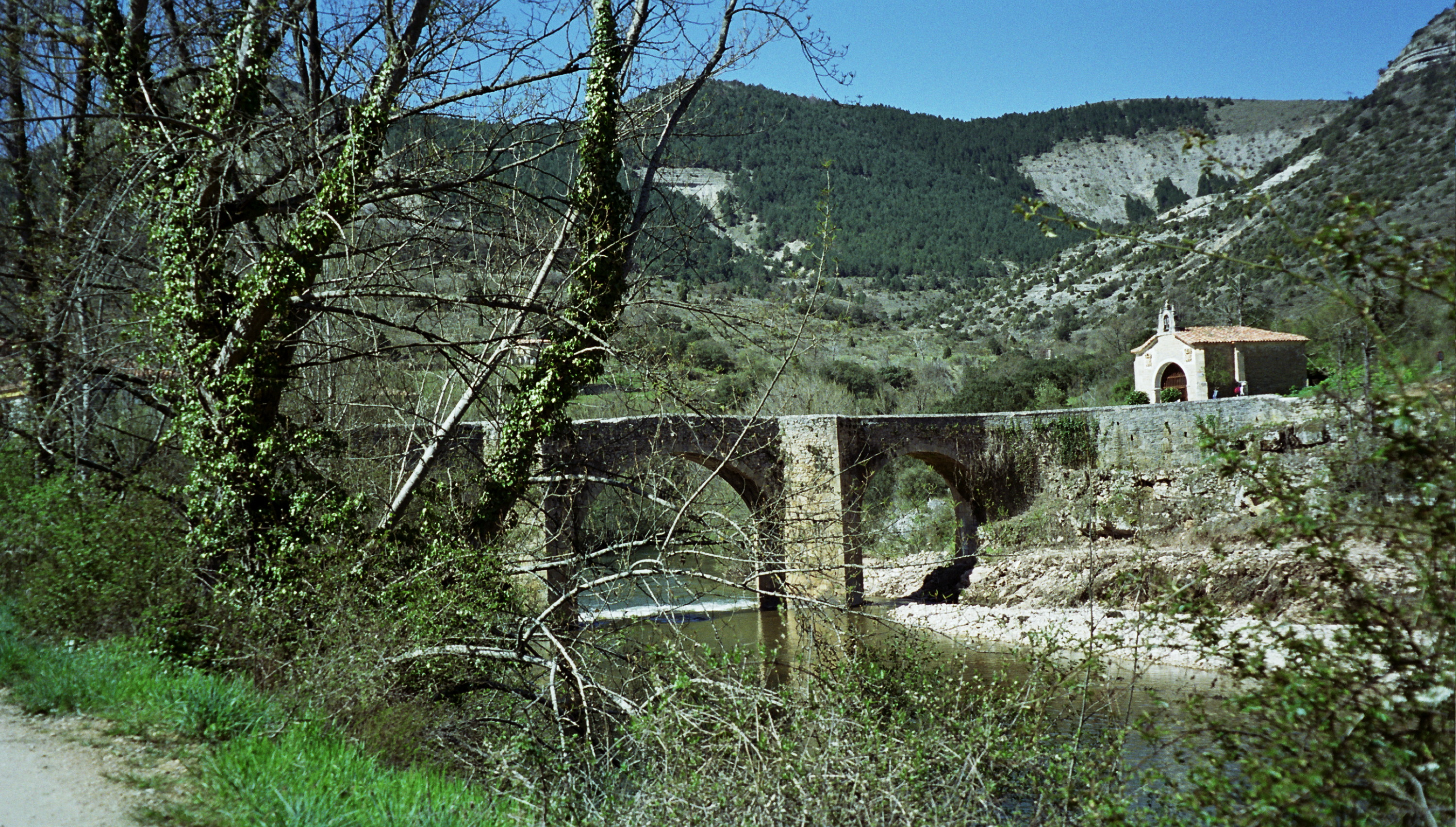
Brücke am Oberlauf des Ebro bei Pesquera de Ebro

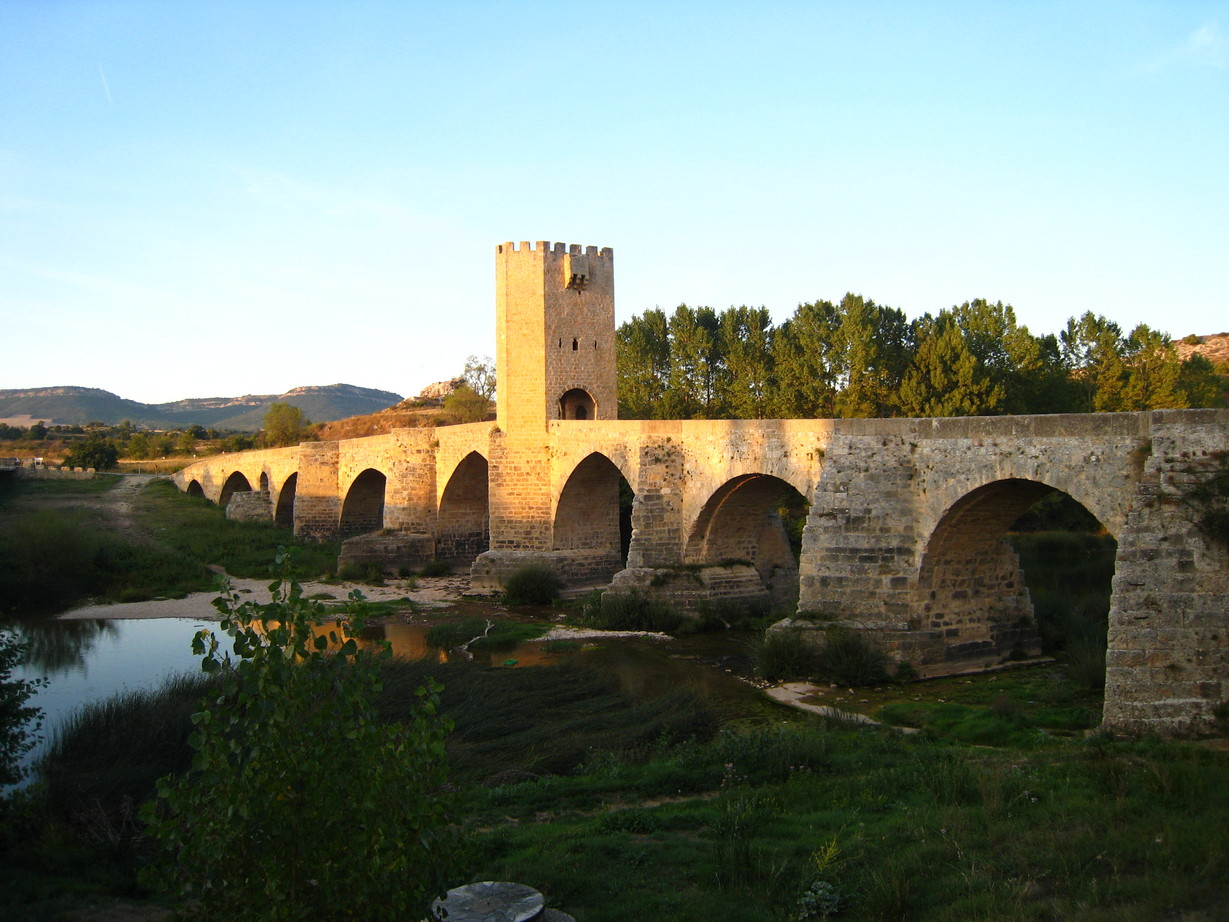
Mittelalterliche Brücke bei Frías

Der Ebro (katalanisch Ebre, von lateinisch Iberus, baskisch ibar, „Tal, Flusstal“) ist ein großer Fluss im Nordosten Spaniens. Mit etwa 910 Kilometern ist er der zweitlängste Fluss der Iberischen Halbinsel (nach dem Tajo). Sein Einzugsgebiet hat eine Fläche von 85.362 Quadratkilometern.

## Geografie

### Verlauf
Der Ebro entspringt einem zweigeteilten – teilweise unterirdisch verlaufenden – Quellfluss (Río Híjar) im Ort Fontibre (aus lat. fontes iberis, „Ebroquellen“); bezieht man den anderen Arm dieses Quellflusses mit ein, so liegt sein Ursprung auf etwa 1880 Metern Höhe am Berg Tres Mares in der Sierra de Híjar im Kantabrischen Gebirge. In der Stadt Reinosa (ca. 100 Kilometer südlich von Santander) in der Provinz Kantabrien vereinigen sich die Flüsse Híjar und Ebro. Von dort kommend durchquert er den Nordosten von Kastilien-León und bildet über weite Strecken die Nordgrenze der Region und des Weinbaugebietes La Rioja zur baskischen Provinz Álava und zu Navarra. Hinter Logroño tritt er aus den Bergen heraus und passiert von Nordwest nach Südost die Städte Calahorra, Tudela, Saragossa und Tortosa. In seinem Verlauf durch die autonomen Regionen Aragonien und Katalonien bildet der wasserreiche Fluss die zentrale Entwässerungsader des zwischen den Pyrenäen und dem Iberischen Randgebirge gelegenen 200 Kilometer langen und etwa 50 Kilometer breiten, sich zu den Pyrenäen ausweitenden Ebro-Beckens (siehe Karte rechts unten).
Etwa ab Flix durchquert er auf 40 Kilometer Länge das Küstengebirge der Sierra del Montsant. In der Nähe von Amposta und Deltebre in der Provinz Tarragona mündet der Ebro ins Mittelmeer, wobei er ein über 300 km² großes Mündungsdelta bildet. Das Ebrodelta ist eines der größten Feuchtgebiete der Mittelmeerküste und seit 1983 ein Naturpark. Der vorwiegend von Nordwest nach Südost fließende Fluss ist durch mehrere Dämme aufgestaut und kaum schiffbar. In seinen Nebenflüssen werden vor allem Forellen geangelt.
Der Fluss verläuft durch weite Gebiete, die südlich der großen Gebirge Sierra Cantabrica und Pyrenäen liegen. Diese Gebiete sind oft niederschlagsarm, weil sie von der feuchten Luft des Atlantiks abgeschnitten sind. In diesen Regionen ist Landwirtschaft nur mit Bewässerung aus dem Ebro möglich.

### Linksseitige Nebenflüsse
Die linksseitigen (nordöstlichen) Nebenflüsse in Richtung Mittelmeer sind der Nela, der Jerea, der Bayas (Mündung bei Miranda de Ebro), der Zadorra, der Ega, der Aragón (mit dem größten nordöstl. Wasserbeitrag), der Arba (Mündung bei Gallur), der Gállego (Mündung bei Saragossa) und der Segre (mit 265 Kilometer der längste Nebenfluss). Kurz vor der Mündung des Segre mündet in diesen der Cinca.

### Rechtsseitige Nebenflüsse
Rechtsseitige Nebenflüsse sind von Nordwest zur Mündung hin die Flüsse Híjar (Mündung bei Fontibre), Rudrón, Oca (Mündung bei Oña), Tirón (Mündung bei Anguciana), Najerilla, Daroca, Iregua (Mündung bei Logroño), Leza, Cidacos (Mündung bei Calahorra), Alhama (Mündung bei Alfaro), Queiles (Mündung bei Tudela), Huecha (Mündung bei Alcalá de Moncayo), Jalón (größter Wasserbeitrag; Mündung bei Alagón), Huerva (Mündung bei Saragossa), Aguasvivas, Martín, Guadalope (zweitgrößter Wasserbeitrag als südwestlicher Nebenfluss), Matarraña und Cañaletes (Fluss).

## Schutzgebiete im Verlauf des Ebro

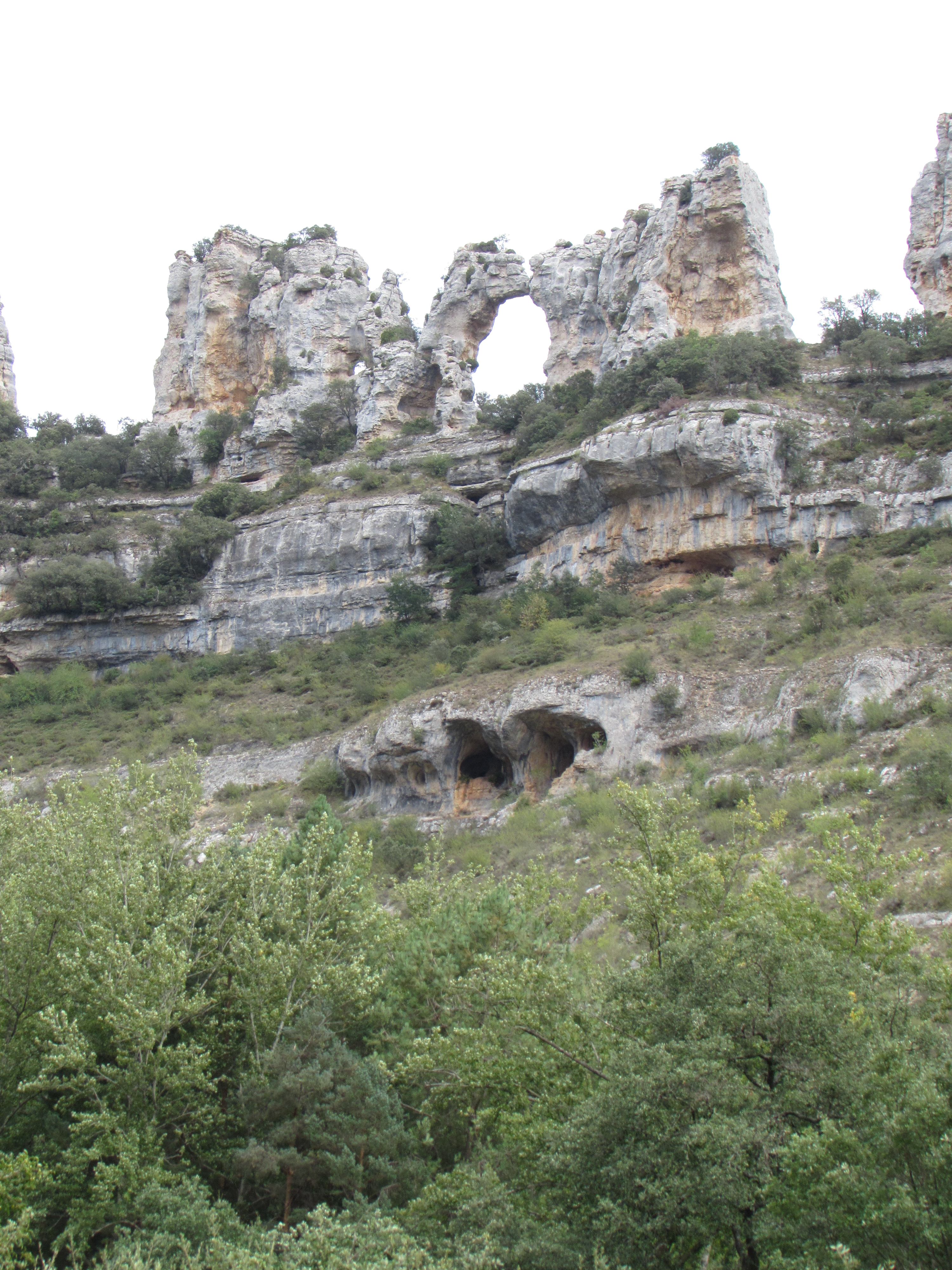
Bei Orbaneja del Castillo

- Naturpark Hoces del Alto Ebro y Rudrón – Das Gebiet liegt im Mündungsbereich des Rudrón in den Ebro. Hier hat sich der Fluss tief in den Karst eingegraben. Auf den ausgewaschenen Felsen kann man zahlreiche Gänsegeier beobachten. In Quintanilla Escalada gibt es ein Informationszentrum zum Park. Man kann hier entweder den Höhenweg nach Pesquera de Ebro mit Aussichtspunkten gehen oder unten am Fluss bleiben. Bei Orbaneja del Castillo findet man Karstquellen und Wasserfälle.[2]

- Biosphärenreservat Bardenas Reales – Diese Halbwüste bei Tudela nordöstlich des Ebro ist durch extreme Erosion aus dem Urstromtal des Flusses entstanden.[3]

- Naturpark Ebrodelta

## Stauseen
Die insgesamt fünf Ebro-Stauseen dienen der Stromerzeugung vorwiegend für die Metropole Barcelona. Ihre Namen haben sie teilweise von den jeweils an der Staumauer liegenden Gemeinden:
- Embalse del Ebro
- Embalse de Mequinenza
- Pantà de Riba-roja, gespeist durch die Flüsse Cinca, Segre und Matarraña
- Embalse de Sobrón
- Embalse de Flix

## Geschichte
Nach dem Ebro-Vertrag aus dem 3. Jahrhundert v. Chr. könnte der Fluss die Grenze zwischen den Einflusssphären Roms und Karthagos gebildet haben. Der Vertrag spielte eine entscheidende Rolle beim Ausbruch des Zweiten Punischen Krieges.
Die Schlacht am Ebro zur Entlastung Valencias war im Jahr 1938 der letzte Versuch der republikanischen Regierung, die Niederlage im Bürgerkrieg gegen Franco noch abzuwenden.

## Galerie

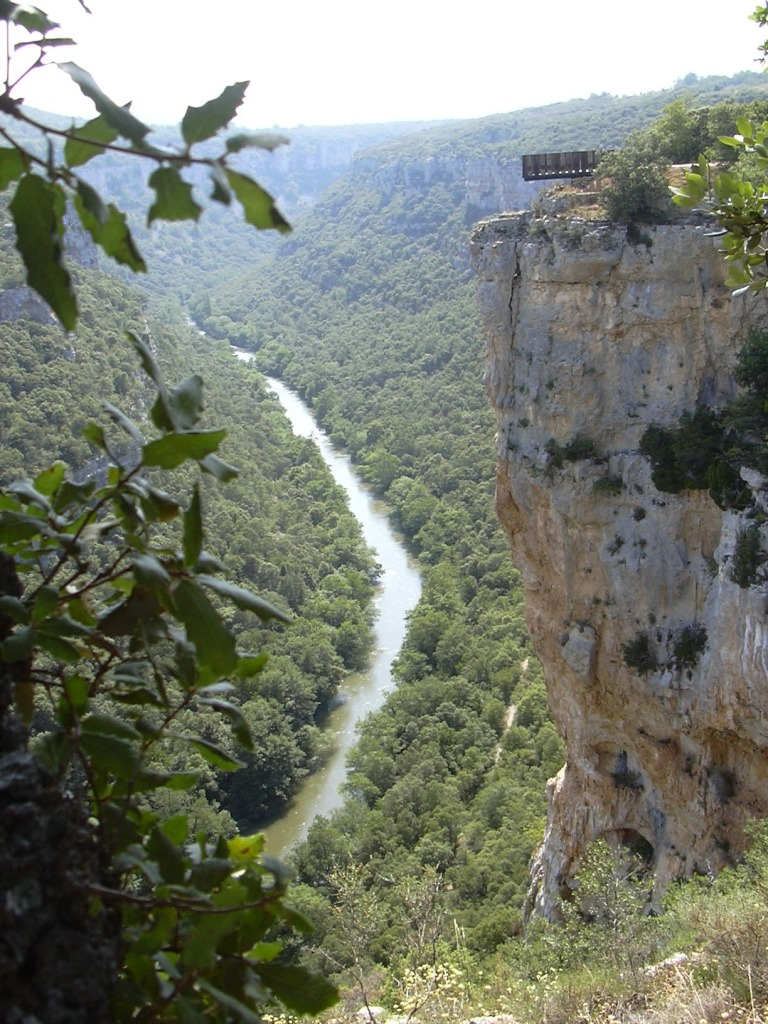
Ebro-Schlucht, Provinz Burgos
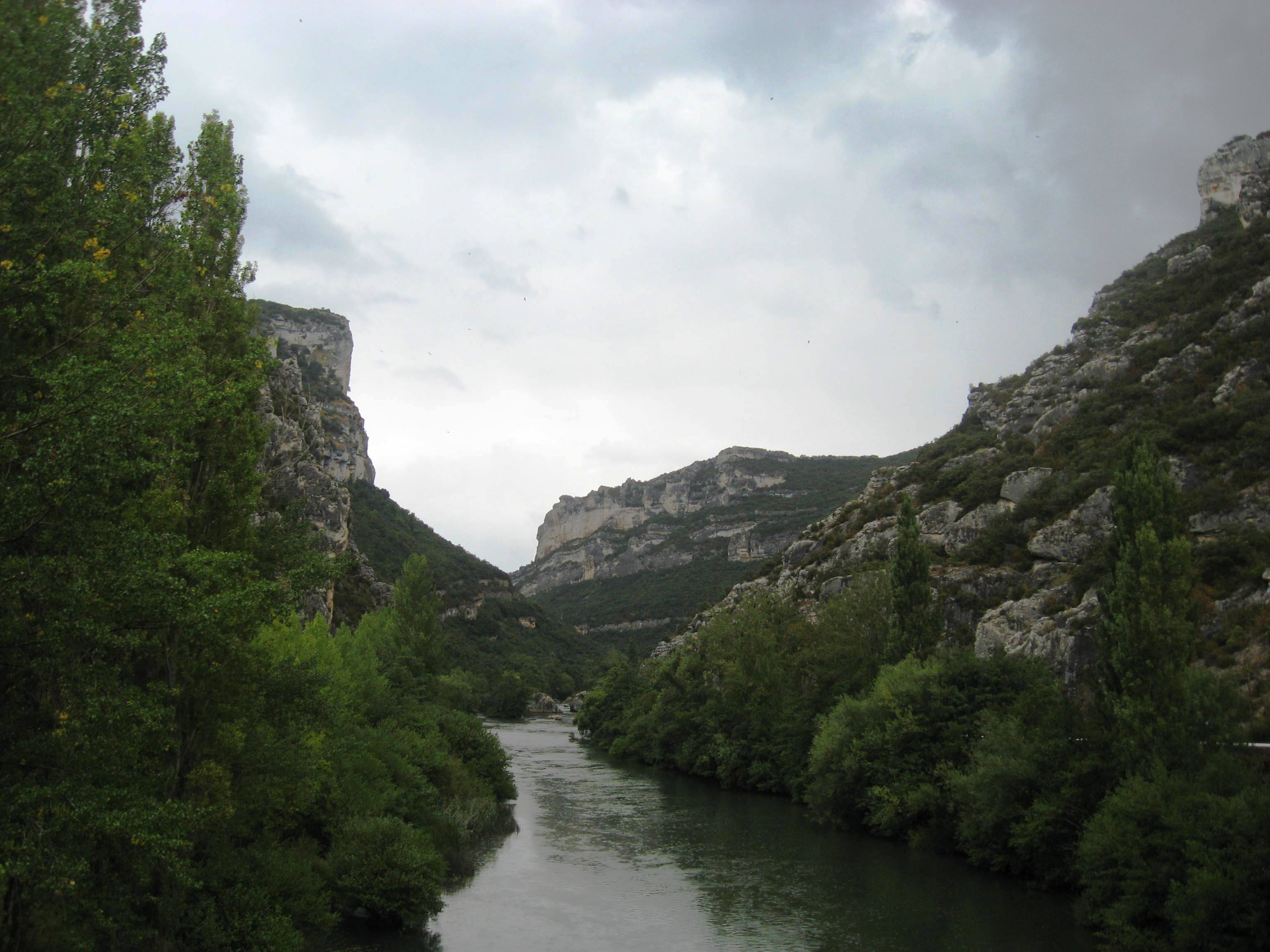
Ebro in Kastilien-Leon
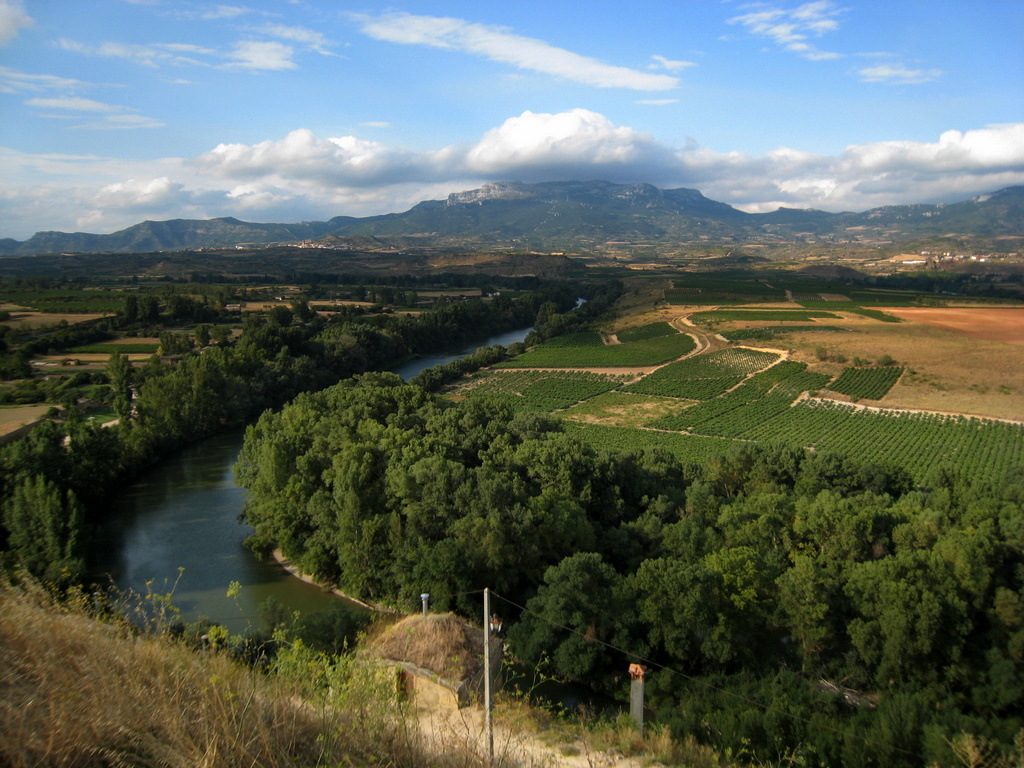
Ebro bei Briones, La Rioja
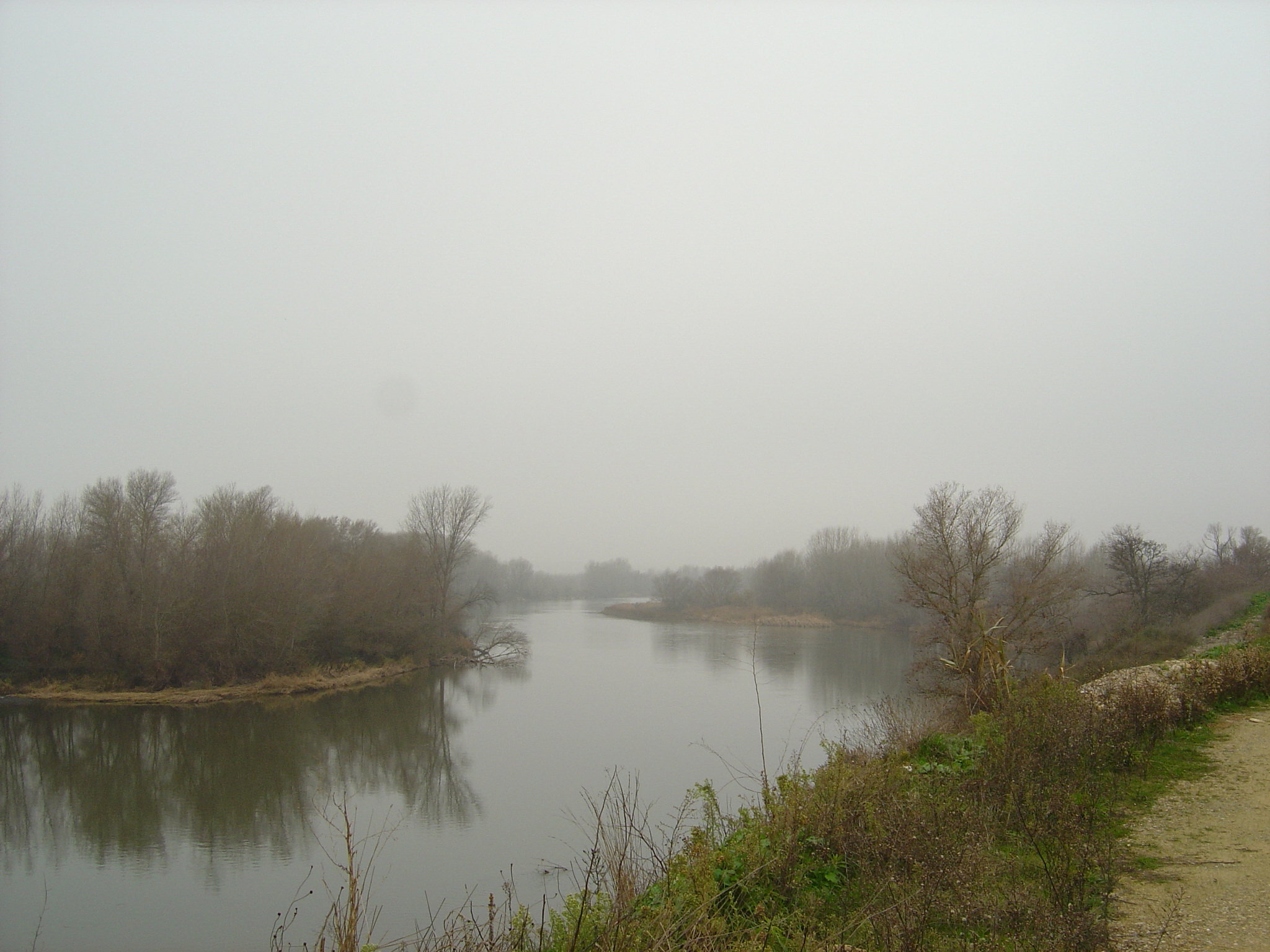
Ebro bei Mendavia, Navarra
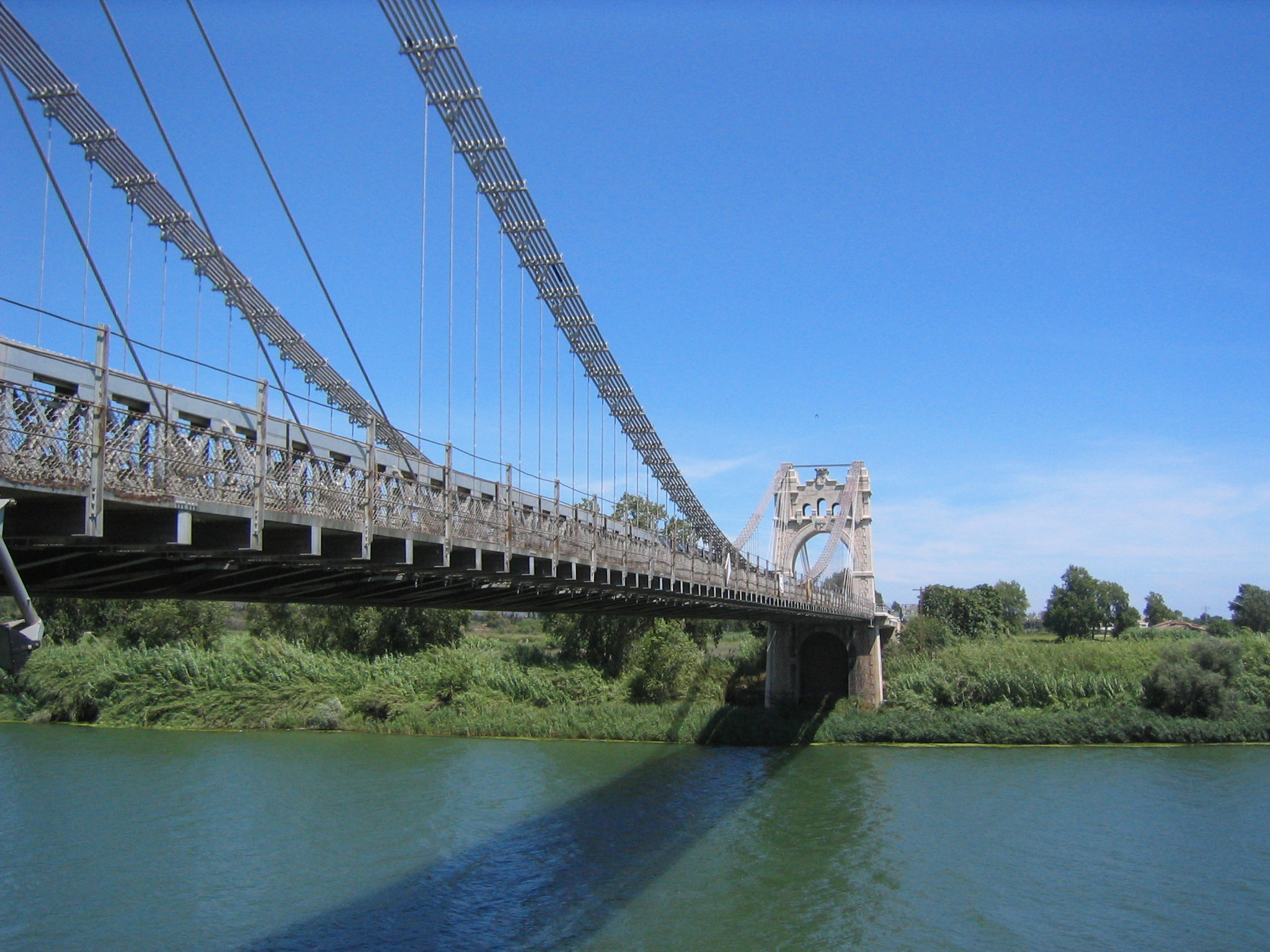
Ebro in Amposta
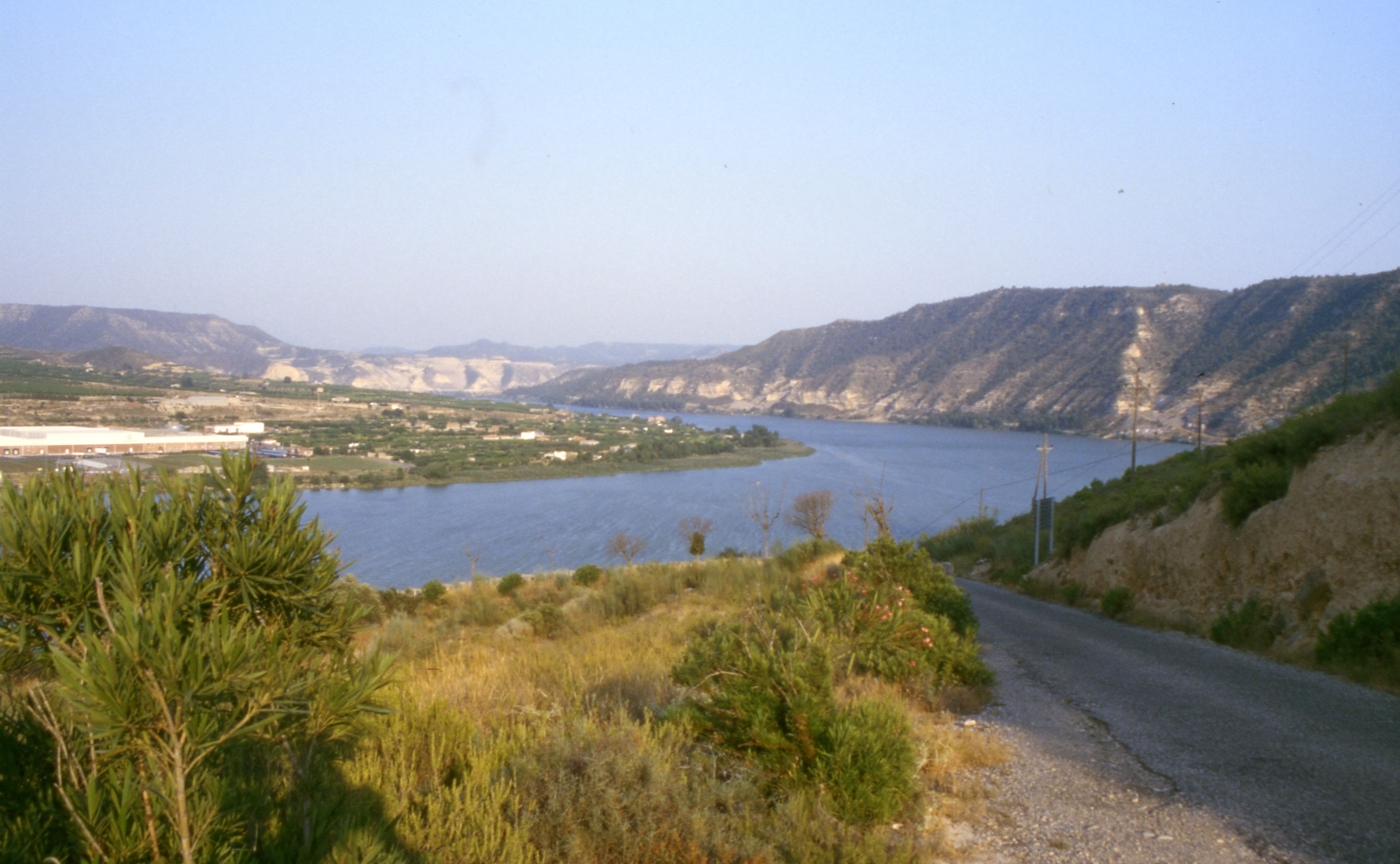
Ebro bei Mequinenza
Rollfähre bei Miravet (südlich von Mora d'Ebre)
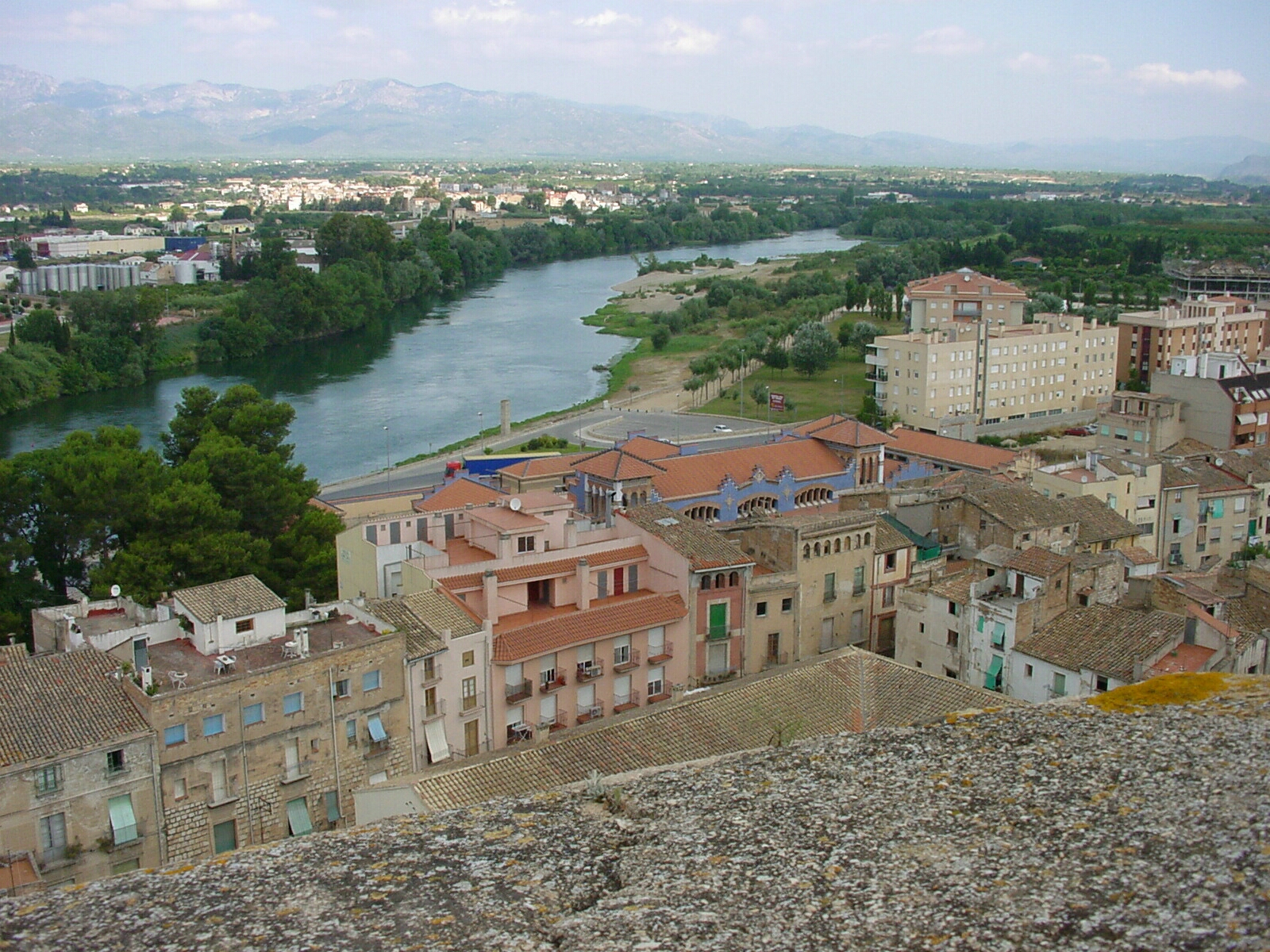
Ebro bei Tortosa
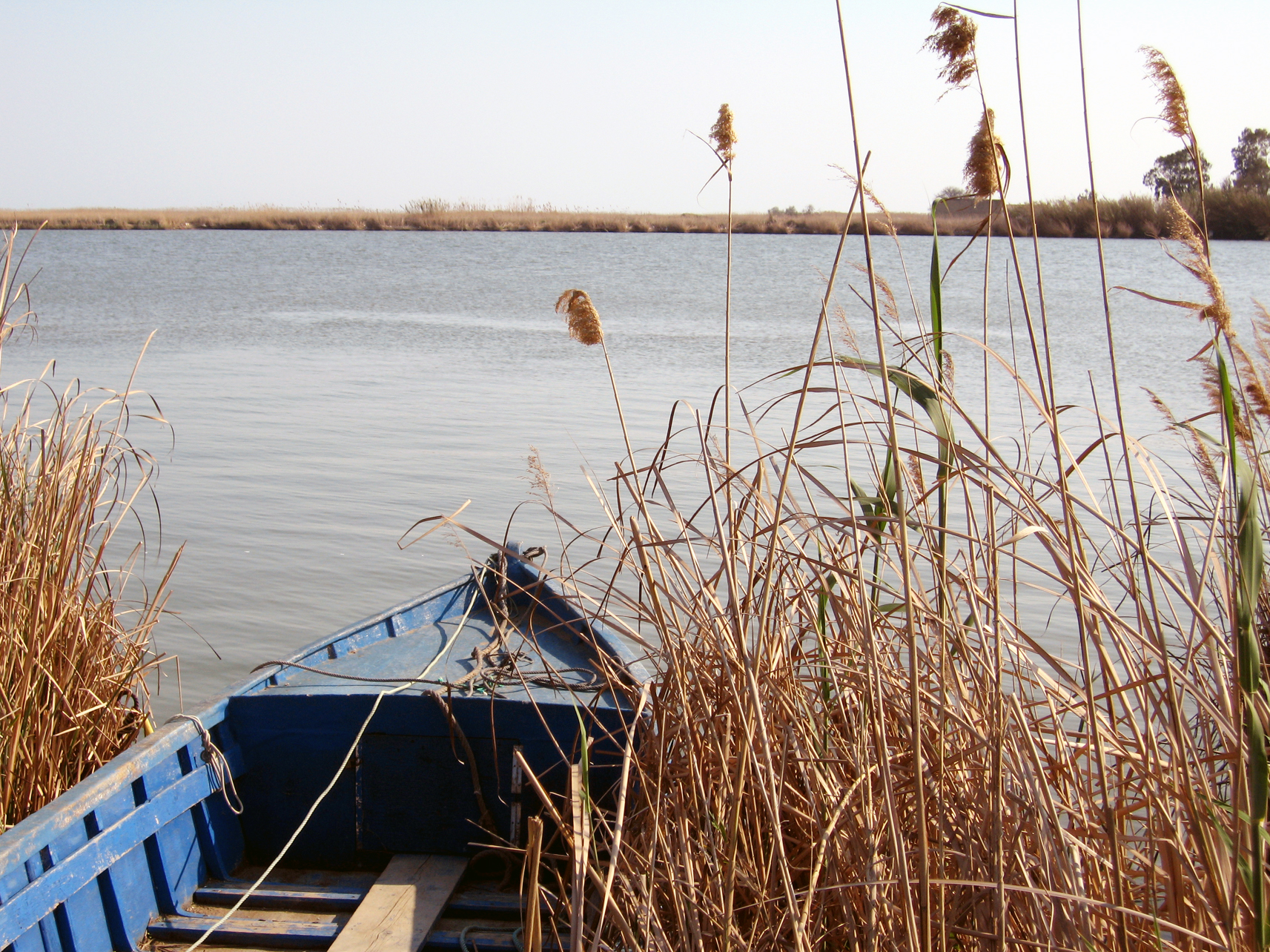
Ebrodelta in der Provinz Tarragona